# Exophyla melanocleis
Exophyla melanocleis är en fjärilsart som beskrevs av George Francis Hampson 1926. Exophyla melanocleis ingår i släktet Exophyla och familjen nattflyn. Inga underarter finns listade i Catalogue of Life.